# Unione Italiana del Lavoro
Die Unione Italiana del Lavoro (UIL) (deutsch: italienische Arbeitsunion) ist eines der größten Gewerkschaftsbündnisse Italiens. Der Gewerkschaftsbund ist nicht mit der gleichnamigen Gewerkschaft zu verwechseln, welche von 1918 bis 1925 bestand.
Die UIL ist Mitglied des  Internationalen Gewerkschaftsbundes (IGB) und des  Europäischen Gewerkschaftsbundes (EGB). In der Mitgliederliste des IGB wird die Mitgliedschaft mit 2.230.396 angegeben (Stand: November 2017).

## Ursprung

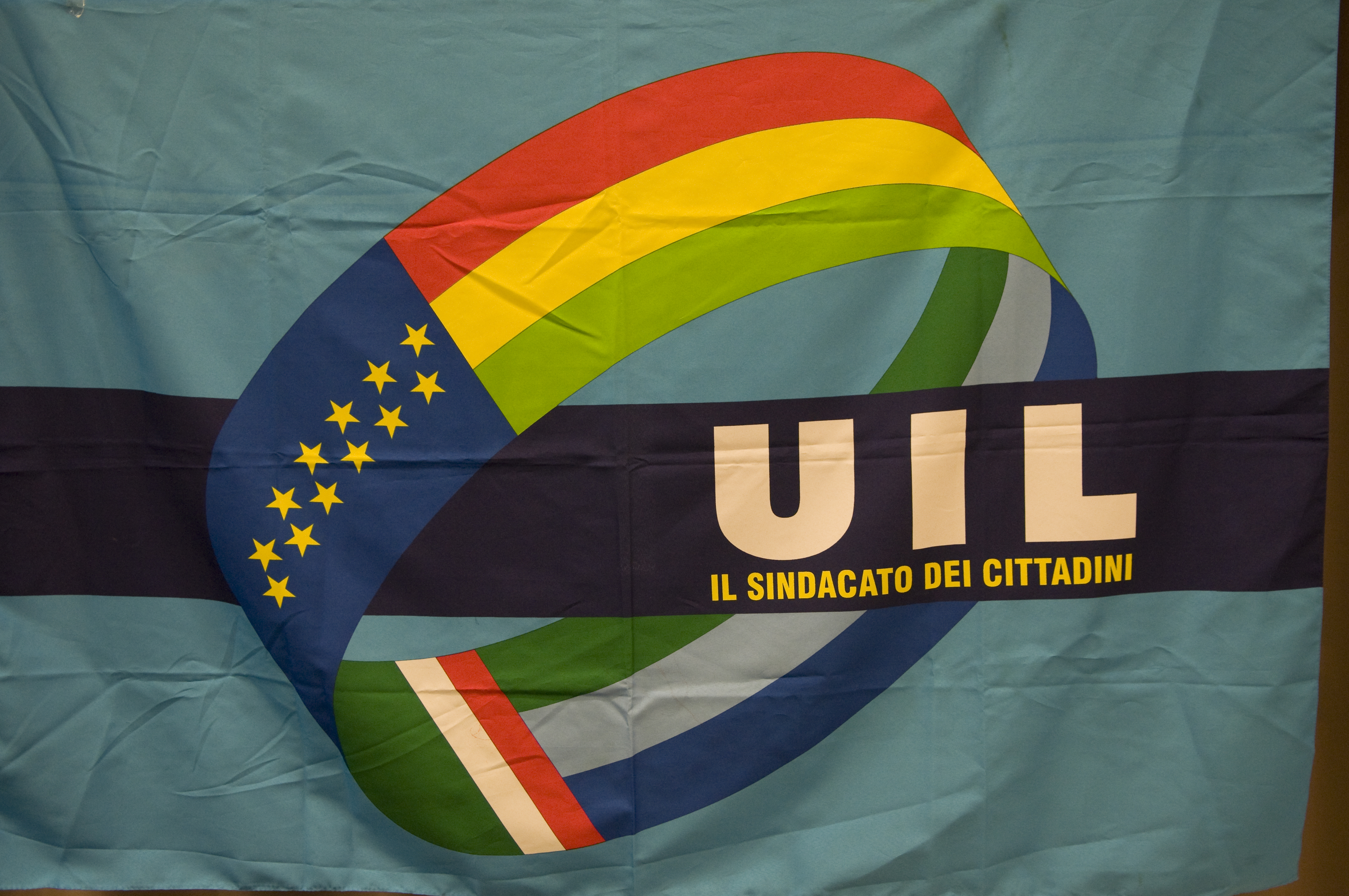
Gewerkschaftsfahne der UIL

In den 1950er Jahren näherte sich der größte italienische Gewerkschaftsbund CGIL politisch der Kommunistischen Partei Italiens an. Aus diesem Grund spaltete sich eine Gruppe katholisch und sozialdemokratisch inspirierter Gewerkschafter ab, die 1948 die CISL gründeten. Nachdem der PSLI mit dem PSU zum PSDI fusionierte, wurde die Forderung laut, eine eigene Gewerkschaft zu gründen, die weder kommunistisch noch konfessionsgebunden sei. So wurde am 5. März 1950 die Federazione Italiana del Lavoro gegründet, die später zur Unione Italiana del Lavoro wurde und maßgeblich sozialdemokratisch ausgerichtet ist.
In den letzten Jahren waren die CISL und die UIL weitestgehend vereint im Arbeitskampf, wohingegen sich zu der CGIL eine latente Kontroverse entwickelte.
Von 1964 bis 1976 war der Autonome Südtiroler Gewerkschaftsbund (ASGB) wegen des damaligen Arbeiterstatuts als Ableger für die deutsch- und ladinischsprachigen Arbeitnehmer mit der UIL verbunden.